# Hang-en-sluitwerk
Hang-en-sluitwerk is de verzamelnaam voor alle producten en halffabricaten die gebruikt worden om deuren en (beweegbare) ramen af te hangen, te openen, vast te zetten, te sluiten en op slot te doen. Hang-en-sluitwerk is een samentrekking van hangwerk en sluitwerk. Hangwerk bevat alle accessoires die gebruikt worden om items op te hangen, zoals scharnieren die een deur dragen. Sluitwerk omvat alles wat wordt gebruikt om items af te sluiten. Dit geldt voor deuren (deursloten), maar ook voor bijvoorbeeld ramen (raamsloten).
Hang-en-sluitwerk wordt vaak gezien als deurbeslag. Deurbeslag omvat alles wat in en rond een deur gehangen wordt, maar sluit onder meer meubelbeslag en raambeslag uit. Daarom kan hang-en-sluitwerk wel gezien worden als beslag, zonder te specificeren welk type beslag.
Tot het hangwerk behoren onder andere:
- scharnieren en gehengen

Tot het sluitwerk behoren onder andere:
- sloten
- schuiven en grendels

Tot het beslag behoren:
- raam- en deurkrukken
- windhaken en kajuithaken

Volgens sommigen horen spijkers en schroeven ook tot het hang-en-sluitwerk.

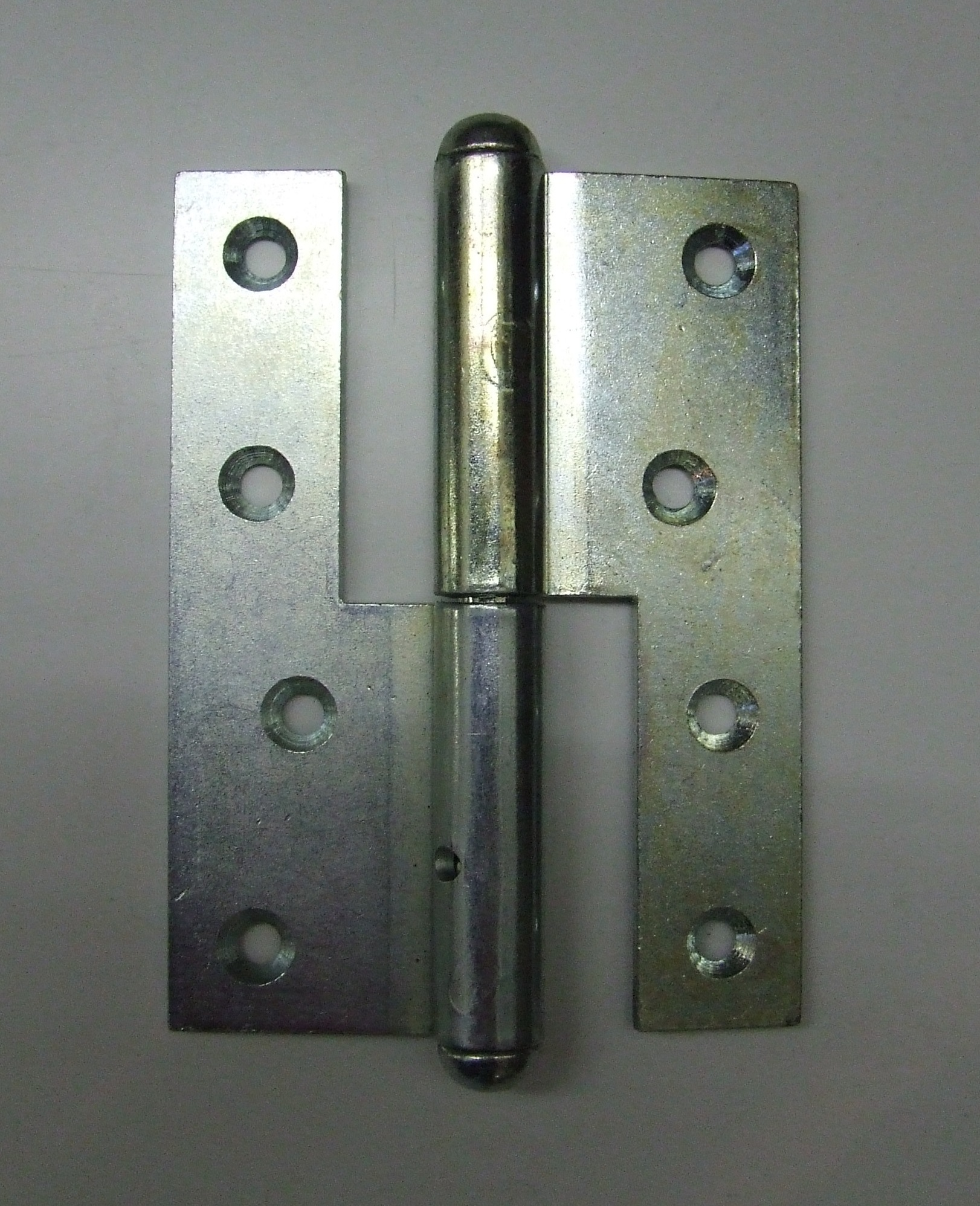
Deurscharnier
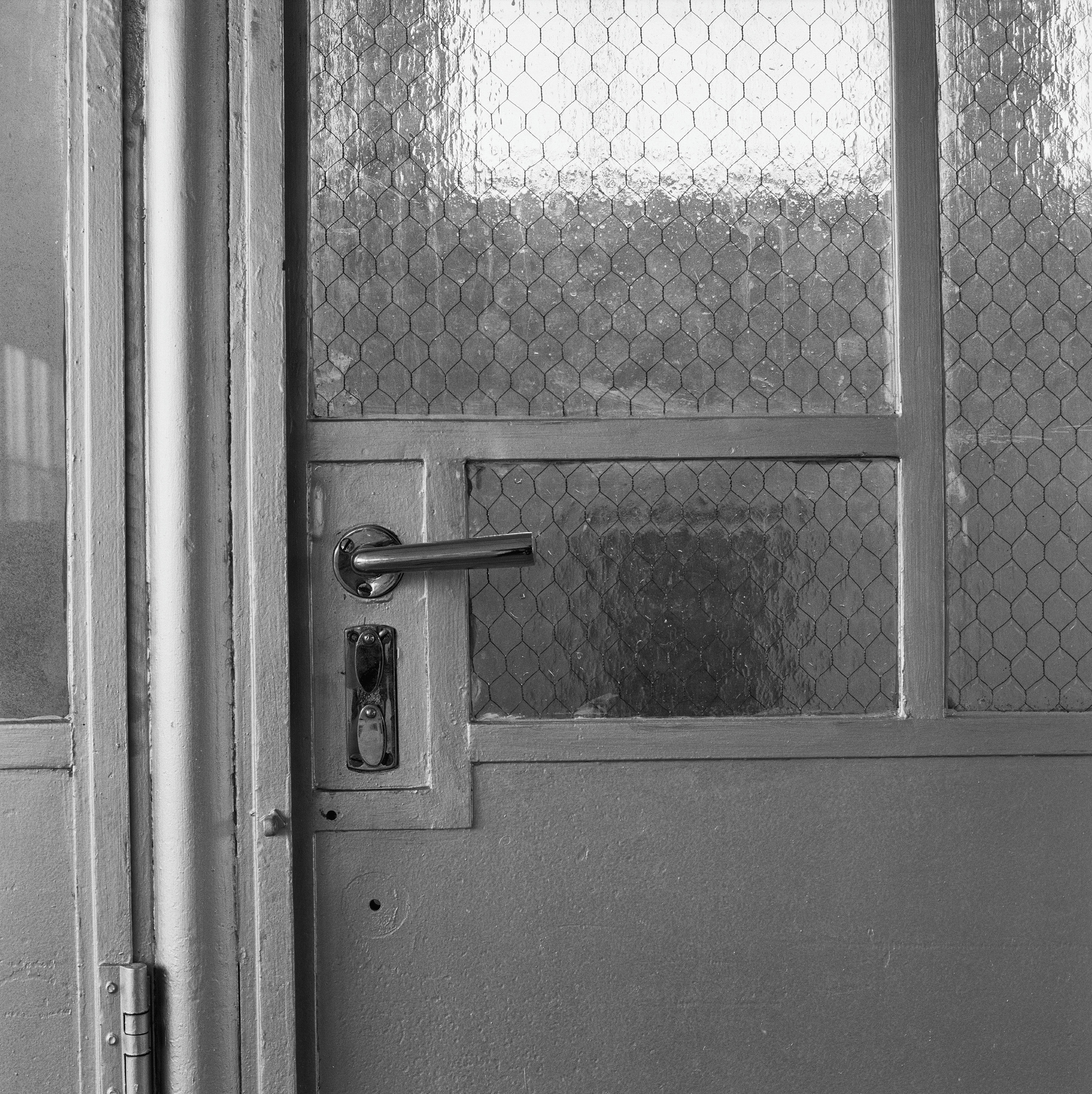
Deurslot en deurkruk
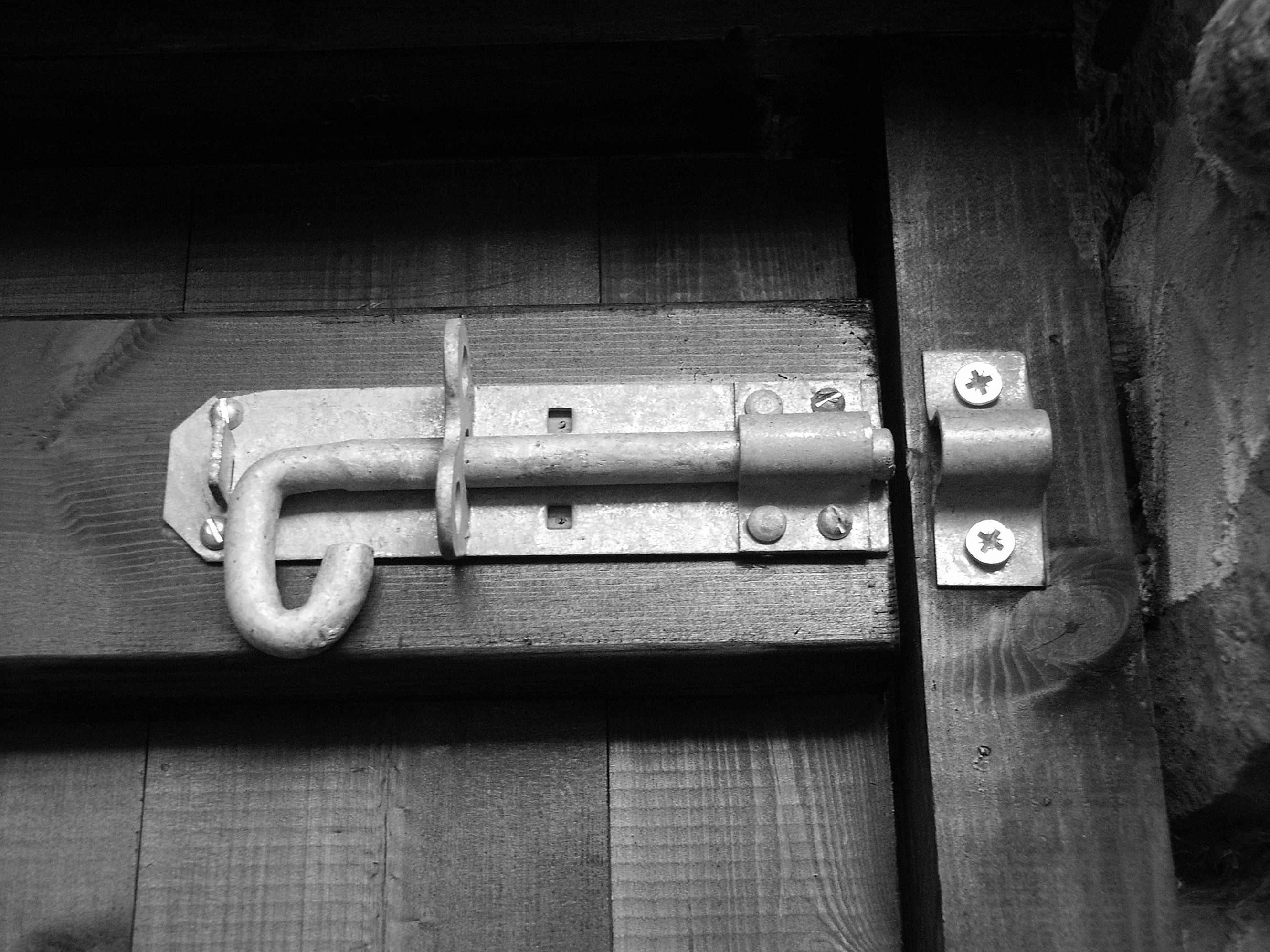
Schuifgrendel
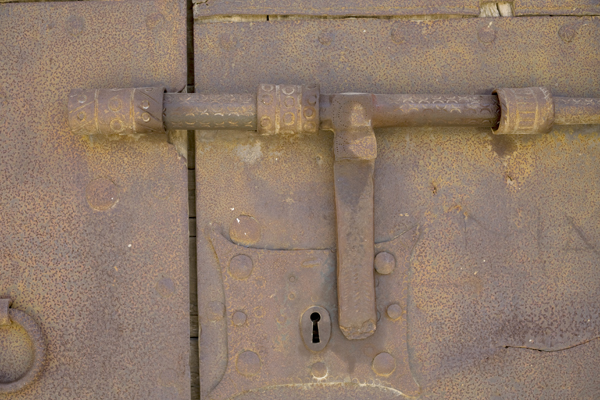
Schuifgrendel
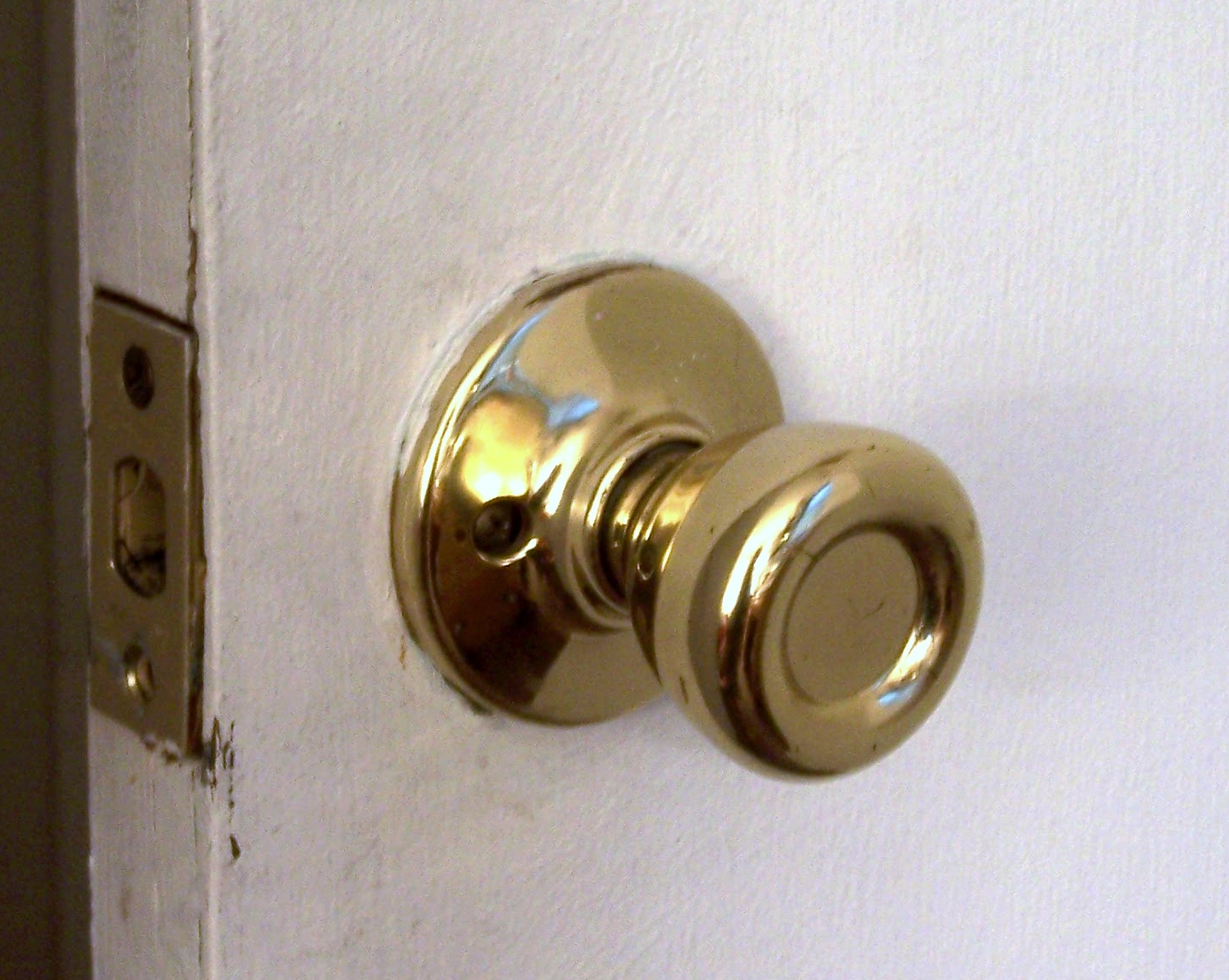
Deurknop